# Dynamine egaea
Dynamine egaea är en fjärilsart som beskrevs av Fabricius 1775. Dynamine egaea ingår i släktet Dynamine och familjen praktfjärilar. Inga underarter finns listade i Catalogue of Life.